# Moussan
Moussan  est une commune française située dans le nord-est du département de l'Aude en région Occitanie.
Sur le plan historique et culturel, la commune fait partie du Narbonnais, un pays comprenant Narbonne et sa périphérie, le massif de la Clape et la bande lagunaire des étangs. Exposée à un climat méditerranéen, elle est drainée par l'Aude, le Canal de la Robine et par deux autres cours d'eau. La commune possède un patrimoine naturel remarquable : un site Natura 2000 (le « cours inférieur de l'Aude ») et trois zones naturelles d'intérêt écologique, faunistique et floristique.
Moussan est une commune rurale qui compte 2 079 habitants en 2022, après avoir connu une forte hausse de la population depuis 1975. Elle fait partie de l'aire d'attraction de Narbonne. Ses habitants sont appelés les Moussanais ou  Moussanaises.
Le patrimoine architectural de la commune comprend un immeuble protégé au titre des monuments historiques : la chapelle Saint-Laurent, inscrite en 1966.

## Géographie

### Localisation
Commune située dans l'aire urbaine de Narbonne.
| Saint-Marcel-sur-Aude | Sallèles-d'Aude | Cuxac-d'Aude |
| Marcorignan           | Moussan         |              |
|                       |                 | Narbonne     |

### Lieux-dits et écarts
- Absorbe entre 1790 et 1794, Védilhan[2].
- Les Hortes du Roucan.

### Voies de communication et transports
La commune est desservie par la ligne 9 des Autobus de Narbonne.

### Hydrographie
La commune est dans la région hydrographique « Côtiers méditerranéens », au sein du bassin hydrographique Rhône-Méditerranée-Corse. Elle est drainée par l'Aude, le canal de la Robine, le ruisseau de Taille-Vent et le ruisseau du Déversoir, qui constituent un réseau hydrographique de 9 km de longueur totale,.
L'Aude, d'une longueur totale de 223,59 km, prend sa source dans la commune des Angles et s'écoule du sud vers le nord. Elle traverse la commune et se jette dans le golfe du Lion à Fleury, après avoir traversé 73 communes.
Le canal de la Robine, d'une longueur totale de 32,5 km, prend sa source dans la commune et s'écoule vers le sud. Il traverse la commune et se jette dans la Berre à Port-la-Nouvelle, après avoir traversé 4 communes.

### Climat
Pour des articles plus généraux, voir Climat de l'Occitanie et Climat de l'Aude.
En 2010, le climat de la commune est de type climat méditerranéen franc, selon une étude s'appuyant sur une série de données couvrant la période 1971-2000. En 2020, Météo-France publie une typologie des climats de la France métropolitaine dans laquelle la commune est exposée à un climat méditerranéen et est dans la région climatique Provence, Languedoc-Roussillon, caractérisée par une pluviométrie faible en été, un très bon ensoleillement (2 600 h/an), un été chaud (21,5 °C), un air très sec en été, sec en toutes saisons, des vents forts (fréquence de 40 à 50 % de vents > 5 m/s) et peu de brouillards.
Pour la période 1971-2000, la température annuelle moyenne est de 14,8 °C, avec  une amplitude thermique annuelle de 15,9 °C. Le cumul annuel moyen de précipitations est de 623 mm, avec 5,5 jours de précipitations en janvier et 2,6 jours en juillet. Pour la période 1991-2020 la température moyenne annuelle observée sur la station météorologique la plus proche, située sur la commune de Narbonne à 7 km à vol d'oiseau, est de 15,3 °C et le cumul annuel moyen de précipitations est de 635,3 mm,. Pour l'avenir, les paramètres climatiques de la commune estimés pour 2050 selon différents scénarios d’émission de gaz à effet de serre sont consultables sur un site dédié publié par Météo-France en novembre 2022.

### Milieux naturels et biodiversité

#### Réseau Natura 2000

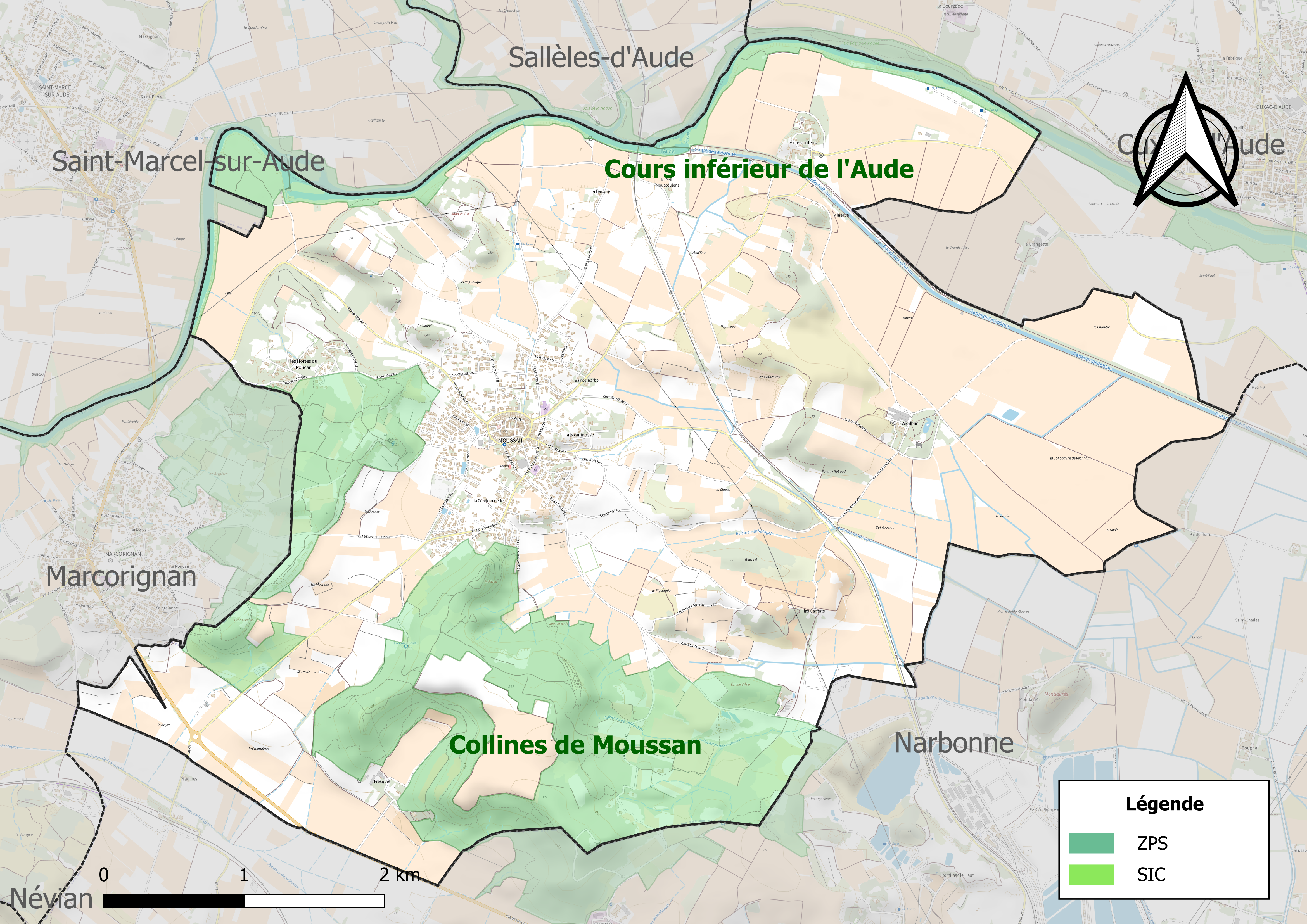
Site Natura 2000 sur le territoire communal.

Le réseau Natura 2000 est un réseau écologique européen de sites naturels d'intérêt écologique élaboré à partir des directives habitats et oiseaux, constitué de zones spéciales de conservation (ZSC) et de zones de protection spéciale (ZPS).
Un site Natura 2000 a été défini sur la commune au titre de la directive habitats : le « cours inférieur de l'Aude », d'une superficie de 5 358 ha, permet la reproduction d'espèces migratrices vulnérables (Alose feinte, Lamproie marine), en forte régression depuis la prolifération des ouvrages sur les cours d'eau.

#### Zones naturelles d'intérêt écologique, faunistique et floristique
L’inventaire des zones naturelles d'intérêt écologique, faunistique et floristique (ZNIEFF) a pour objectif de réaliser une couverture des zones les plus intéressantes sur le plan écologique, essentiellement dans la perspective d’améliorer la connaissance du patrimoine naturel national et de fournir aux différents décideurs un outil d’aide à la prise en compte de l’environnement dans l’aménagement du territoire.
Deux ZNIEFF de type 1 sont recensées sur la commune :
les « collines de Moussan » (406 ha), couvrant 3 communes du département, et 
le « cours inférieur de l'Aude » (295 ha), couvrant 12 communes du département
et une ZNIEFF de type 2, : 
les « collines narbonnaises » (3 808 ha), couvrant 7 communes du département.

Carte des ZNIEFF de type 1 et 2 à Moussan.
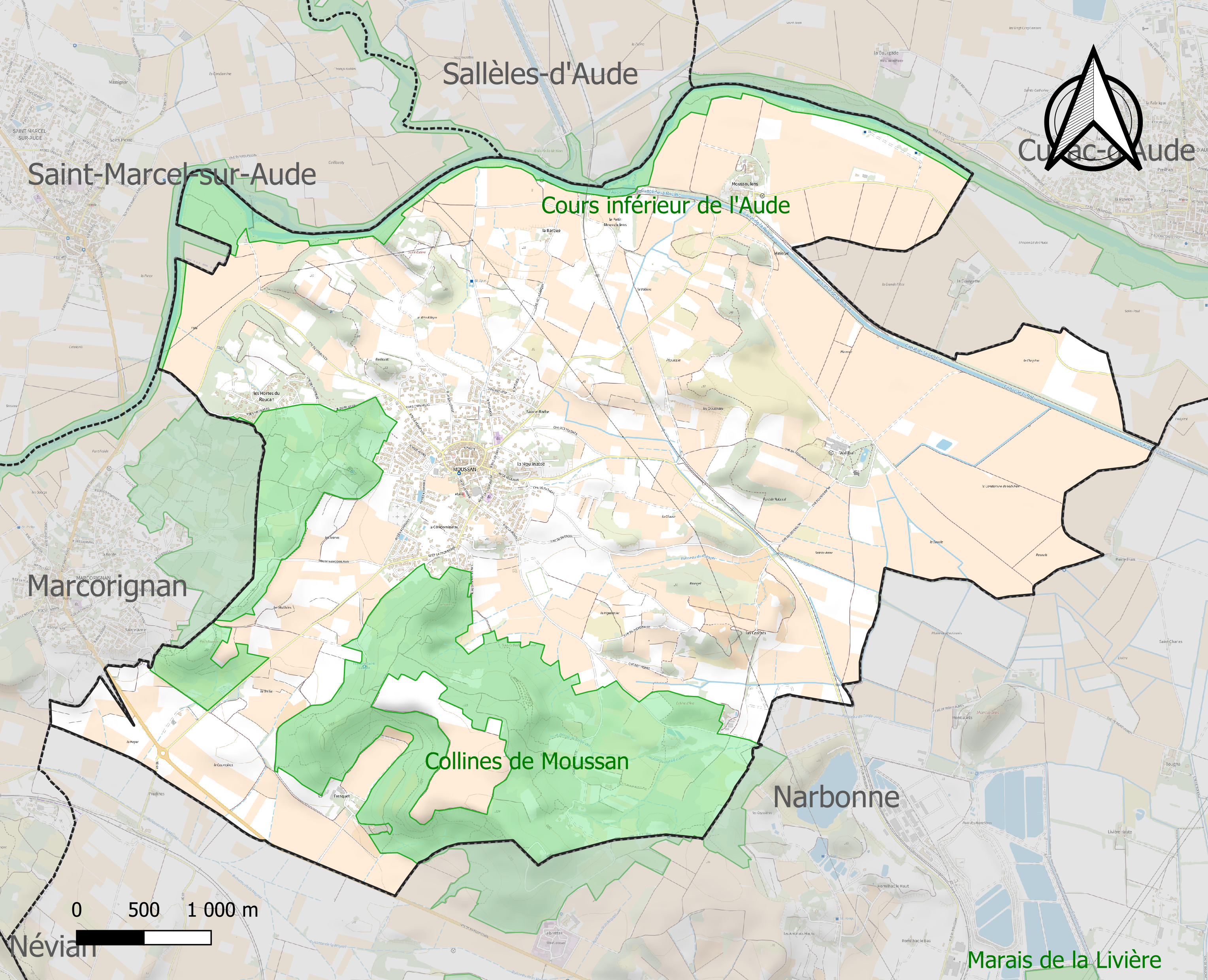
Carte des ZNIEFF de type 1 sur la commune.
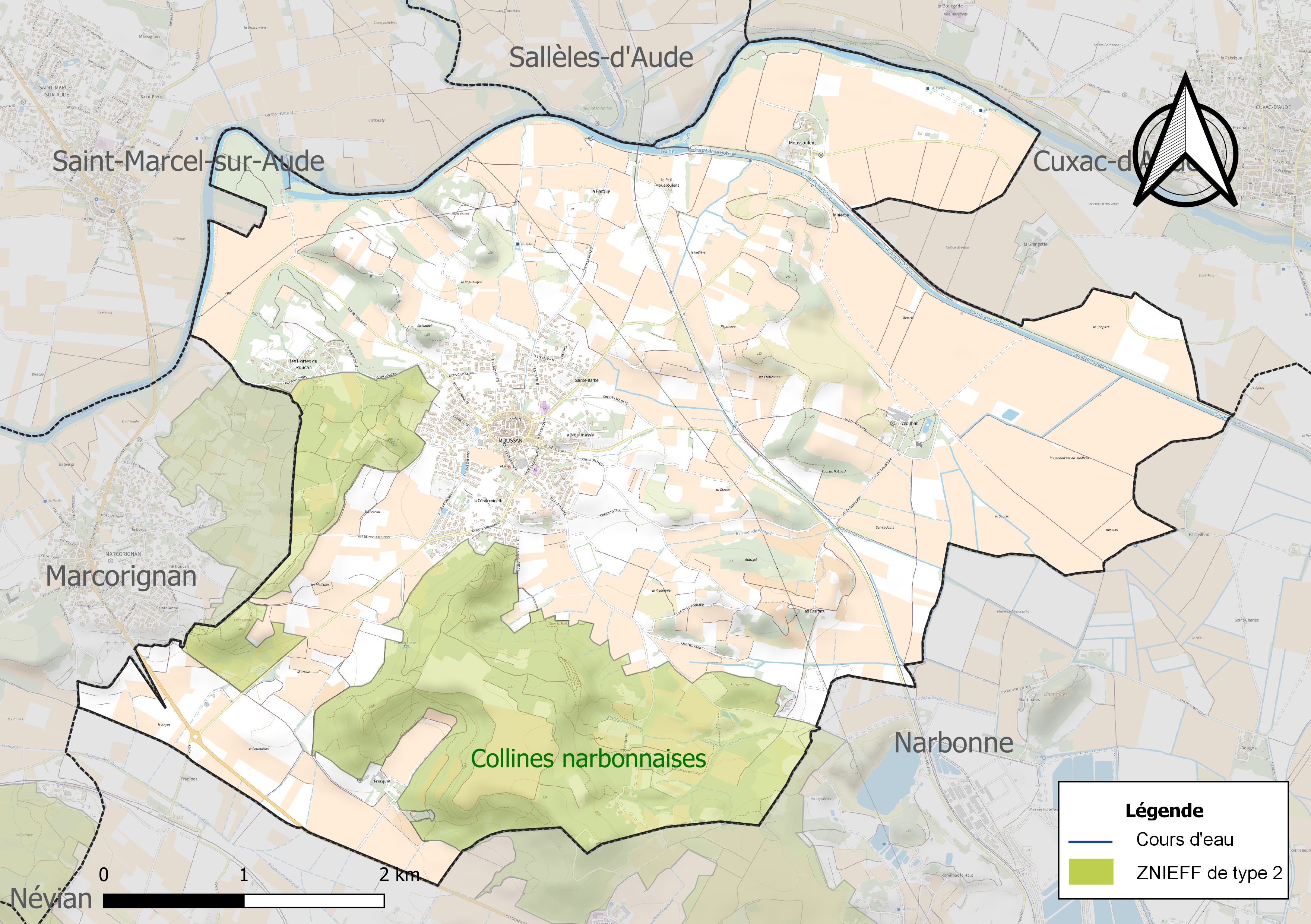
Carte de la ZNIEFF de type 2 sur la commune.

## Urbanisme

### Typologie
Au 1er janvier 2024, Moussan est catégorisée bourg rural, selon la nouvelle grille communale de densité à 7 niveaux définie par l'Insee en 2022.
Elle est située hors unité urbaine. Par ailleurs la commune fait partie de l'aire d'attraction de Narbonne, dont elle est une commune de la couronne,. Cette aire, qui regroupe 71 communes, est catégorisée dans les aires de 50 000 à moins de 200 000 habitants,.

### Occupation des sols
L'occupation des sols de la commune, telle qu'elle ressort de la base de données européenne d’occupation biophysique des sols Corine Land Cover (CLC), est marquée par l'importance des territoires agricoles (82 % en 2018), en diminution par rapport à 1990 (86,2 %). La répartition détaillée en 2018 est la suivante : 
cultures permanentes (59,6 %), zones agricoles hétérogènes (22,2 %), forêts (10,3 %), zones urbanisées (6,3 %), zones industrielles ou commerciales et réseaux de communication (1,4 %), terres arables (0,2 %). L'évolution de l’occupation des sols de la commune et de ses infrastructures peut être observée sur les différentes représentations cartographiques du territoire : la carte de Cassini (XVIIIe siècle), la carte d'état-major (1820-1866) et les cartes ou photos aériennes de l'IGN pour la période actuelle (1950 à aujourd'hui).

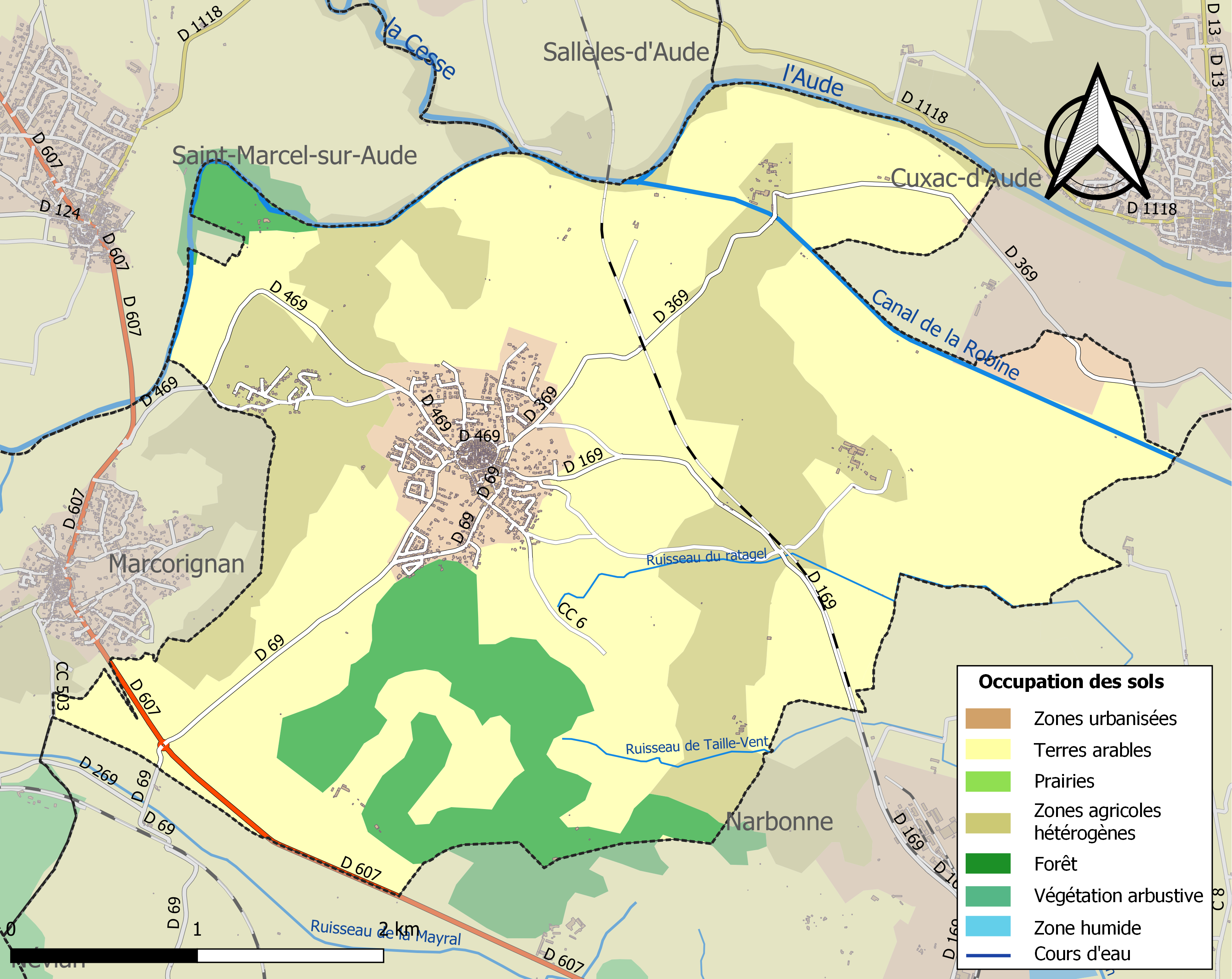
Carte des infrastructures et de l'occupation des sols de la commune en 2018 (CLC).

### Risques majeurs
Le territoire de la commune de Moussan est vulnérable à différents aléas naturels : météorologiques (tempête, orage, neige, grand froid, canicule ou sécheresse), inondations, feux de forêts et séisme (sismicité faible). Il est également exposé à deux risques technologiques,  le transport de matières dangereuses et  le risque industriel, et à un risque particulier : le risque de radon. Un site publié par le BRGM permet d'évaluer simplement et rapidement les risques d'un bien localisé soit par son adresse soit par le numéro de sa parcelle.

#### Risques naturels
La commune fait partie du territoire à risques importants d'inondation (TRI) de Narbonne, regroupant 18 communes du bassin de vie de l'agglomération narbonnaise, un des 31 TRI qui ont été arrêtés fin 2012 sur le bassin Rhône-Méditerranée, retenu au regard des submersions marines et des débordements des cours d’eau l’Aude, l'Orbieu et la Berre. Des cartes des surfaces inondables ont été établies pour trois scénarios : fréquent (crue de temps de retour de 10 ans à 30 ans), moyen (temps de retour de 100 ans à 300 ans) et extrême (temps de retour de l'ordre de 1 000 ans, qui met en défaut tout système de protection),. La commune a été reconnue en état de catastrophe naturelle au titre des dommages causés par les inondations et coulées de boue survenues en 1982, 1986, 1987, 1989, 1992, 1994, 1996, 1999, 2005, 2009, 2014 et 2018,.

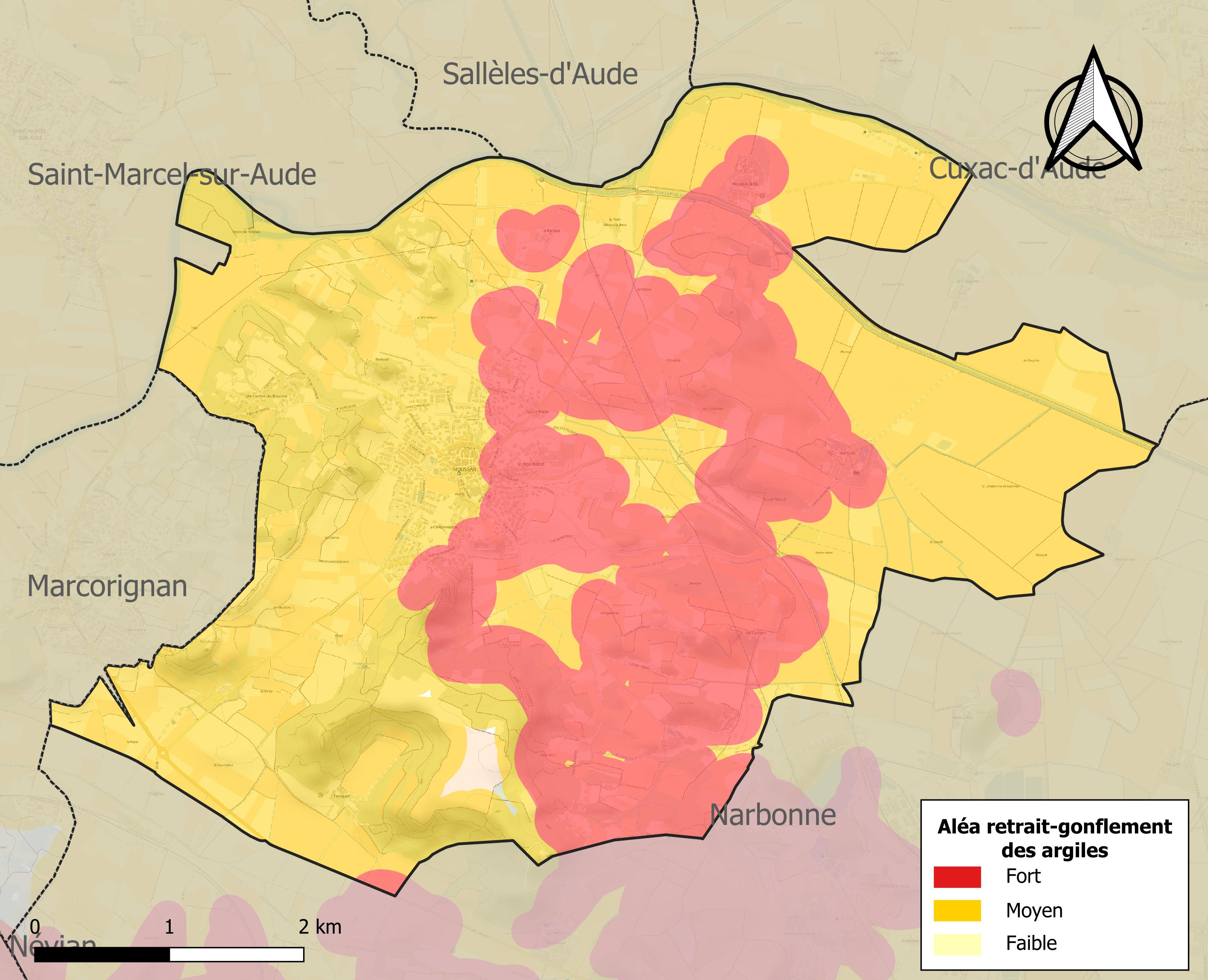
Carte des zones d'aléa retrait-gonflement des sols argileux de Moussan.

Le retrait-gonflement des sols argileux est susceptible d'engendrer des dommages importants aux bâtiments en cas d’alternance de périodes de sécheresse et de pluie. 99,5 % de la superficie communale est en aléa moyen ou fort (75,2 % au niveau départemental et 48,5 % au niveau national). Sur les 908 bâtiments dénombrés sur la commune en 2019, 908 sont en aléa moyen ou fort, soit 100 %, à comparer aux 94 % au niveau départemental et 54 % au niveau national. Une cartographie de l'exposition du territoire national au retrait gonflement des sols argileux est disponible sur le site du BRGM,.

#### Risques technologiques
La commune est exposée au risque industriel du fait de la présence sur son territoire d'une entreprise soumise à la directive européenne SEVESO.
Le risque de transport de matières dangereuses sur la commune est lié à sa traversée par une route à fort trafic. Un accident se produisant sur une telle infrastructure est en effet susceptible d’avoir des effets graves au bâti ou aux personnes jusqu’à 350 m, selon la nature du matériau transporté. Des dispositions d’urbanisme peuvent être préconisées en conséquence.

#### Risque particulier
Dans plusieurs parties du territoire national, le radon, accumulé dans certains logements ou autres locaux, peut constituer une source significative d’exposition de la population aux rayonnements ionisants. Certaines communes du département sont concernées par le risque radon à un niveau plus ou moins élevé. Selon la classification de 2018, la commune de Moussan est classée en zone 2, à savoir zone à potentiel radon faible mais sur lesquelles des facteurs géologiques particuliers peuvent faciliter le transfert du radon vers les bâtiments.

## Toponymie
L'étymologie du nom de Moussan est en rapport avec la colonisation romaine. En tenant compte du suffixe anum-anus, qui est en rapport avec le domaine (du latin:fondus) et le nom du propriétaire initial du fond : Montius.
Le premier nom de Moussan a donc été formé de Montius et du suffixe -anus, cela a donné Montianus.
Des déformations successives à des dates différentes ont donné d'autres dénominations :
- en 933 : Villa de Mosciano
- en 1097 : De Mociano
- en 1115 : De Motiano
- en 1219 : Castrum de Mosciano
- en 1271 : Mossano
- en 1314 : Moscianum in Nabonesio
- en 1383 : Moissan
- en 1402 : Mossan
- en 1476 : Le Lac de Mossan
- en 1536 : Mossa
- en 1586 : Mosan
- en 1674 : Moussan

## Politique et administration

### Liste des maires
| Période                                  | Période   | Identité           | Étiquette | Qualité |
| ---------------------------------------- | --------- | ------------------ | --------- | ------- |
| Les données manquantes sont à compléter. |           |                    |           |         |
| 1948                                     | 1954      | Edmond Eychenne    |           |         |
| 1954                                     | 1959      | Joseph Brutinel    |           |         |
|                                          |           |                    |           |         |
| 1977                                     | 1983      | Alain Azéma        |           |         |
| 1983                                     | 1989      | Paul Bonnery       |           |         |
| 1989                                     | 1995      | Léon Bonnet        |           |         |
| 1995                                     | 2008      | Yvon Garcia        |           |         |
| mars 2008                                | 2014      | Jean-Paul Schembri |           |         |
| Mars 2014                                | Juin 2020 | Claude Codorniou   | PS        |         |
| Juin 2020                                | En cours  | Jean Marie Monié   |           |         |

## Population et société

### Démographie
L'évolution du nombre d'habitants est connue à travers les recensements de la population effectués dans la commune depuis 1793. Pour les communes de moins de 10 000 habitants, une enquête de recensement portant sur toute la population est réalisée tous les cinq ans, les populations de référence des années intermédiaires étant quant à elles estimées par interpolation ou extrapolation. Pour la commune, le premier recensement exhaustif entrant dans le cadre du nouveau dispositif a été réalisé en 2008.

En 2022, la commune comptait 2 079 habitants, en évolution de +10,41 % par rapport à 2016 (Aude : +2,65 %, France hors Mayotte : +2,11 %).
| 1793 | 1800 | 1806 | 1821 | 1831 | 1836 | 1841 | 1846 | 1851 |
| ---- | ---- | ---- | ---- | ---- | ---- | ---- | ---- | ---- |
| 515  | 600  | 605  | 636  | 707  | 724  | 716  | 724  | 667  |

| 1856 | 1861 | 1866 | 1872 | 1876 | 1881  | 1886  | 1891  | 1896  |
| ---- | ---- | ---- | ---- | ---- | ----- | ----- | ----- | ----- |
| 690  | 728  | 773  | 763  | 810  | 1 091 | 1 218 | 1 224 | 1 176 |

| 1901  | 1906  | 1911  | 1921  | 1926  | 1931  | 1936  | 1946 | 1954 |
| ----- | ----- | ----- | ----- | ----- | ----- | ----- | ---- | ---- |
| 1 171 | 1 098 | 1 016 | 1 114 | 1 174 | 1 190 | 1 108 | 782  | 831  |

| 1962 | 1968 | 1975 | 1982 | 1990  | 1999  | 2006  | 2008  | 2013  |
| ---- | ---- | ---- | ---- | ----- | ----- | ----- | ----- | ----- |
| 811  | 851  | 810  | 955  | 1 102 | 1 174 | 1 642 | 1 776 | 1 823 |

| 2018  | 2022  | - | - | - | - | - | - | - |
| ----- | ----- | - | - | - | - | - | - | - |
| 1 998 | 2 079 | - | - | - | - | - | - | - |

## Économie

### Revenus
En 2018  (données Insee publiées en septembre 2021), la commune compte 819 ménages fiscaux, regroupant 2 002 personnes. La médiane du revenu disponible par unité de consommation est de 21 160 € (19 240 € dans le département). 49 % des ménages fiscaux sont imposés (39,9 % dans le département).

### Emploi
| Division       | 2008   | 2013   | 2018   |
| -------------- | ------ | ------ | ------ |
| Commune        | 7,5 %  | 11,7 % | 10,2 % |
| Département    | 10,2 % | 12,8 % | 12,6 % |
| France entière | 8,3 %  | 10 %   | 10 %   |

En 2018, la population âgée de 15 à 64 ans s'élève à 1 235 personnes, parmi lesquelles on compte 80,1 % d'actifs (69,9 % ayant un emploi et 10,2 % de chômeurs) et 19,9 % d'inactifs,. En  2018, le taux de chômage communal (au sens du recensement) des 15-64 ans est inférieur à celui du département, mais supérieur à celui de la France, alors qu'en 2008 il était inférieur à celui de la France.
La commune fait partie de la couronne de l'aire d'attraction de Narbonne, du fait qu'au moins 15 % des actifs travaillent dans le pôle,. Elle compte 182 emplois en 2018, contre 223 en 2013 et 172 en 2008. Le nombre d'actifs ayant un emploi résidant dans la commune est de 867, soit un indicateur de concentration d'emploi de 21 % et un taux d'activité parmi les 15 ans ou plus de 63,1 %.
Sur ces 867 actifs de 15 ans ou plus ayant un emploi, 132 travaillent dans la commune, soit 15 % des habitants. Pour se rendre au travail, 90,4 % des habitants utilisent un véhicule personnel ou de fonction à quatre roues, 1,4 % les transports en commun, 5,4 % s'y rendent en deux-roues, à vélo ou à pied et 2,9 % n'ont pas besoin de transport (travail au domicile).

### Activités hors agriculture

#### Secteurs d'activités
139 établissements sont implantés  à Moussan au 31 décembre 2019. Le tableau ci-dessous en détaille le nombre par secteur d'activité et compare les ratios avec ceux du département,.
| Secteur d'activité                                                                                        | Commune | Commune | Département |
| Secteur d'activité                                                                                        | Nombre  | %       | %           |
| --- | ------- | ------- | ----------- |
| Ensemble                                                                                                  | 139     | 100 %   | (100 %)     |
| Industrie manufacturière, industries extractives et autres                                                | 9       | 6,5 %   | (8,8 %)     |
| Construction                                                                                              | 38      | 27,3 %  | (14 %)      |
| Commerce de gros et de détail, transports, hébergement et restauration                                    | 23      | 16,5 %  | (32,3 %)    |
| Information et communication                                                                              | 2       | 1,4 %   | (1,6 %)     |
| Activités financières et d'assurance                                                                      | 5       | 3,6 %   | (2,7 %)     |
| Activités immobilières                                                                                    | 8       | 5,8 %   | (5,2 %)     |
| Activités spécialisées, scientifiques et techniques et activités de services administratifs et de soutien | 20      | 14,4 %  | (13,3 %)    |
| Administration publique, enseignement, santé humaine et action sociale                                    | 21      | 15,1 %  | (13,2 %)    |
| Autres activités de services                                                                              | 13      | 9,4 %   | (8,8 %)     |

Le secteur de la construction est prépondérant sur la commune puisqu'il représente 27,3 % du nombre total d'établissements de la commune (38 sur les 139 entreprises implantées  à Moussan), contre 14 % au niveau départemental.

#### Entreprises
Les deux entreprises ayant leur siège social sur le territoire communal qui génèrent le plus de chiffre d'affaires en 2020 sont : 
- VTLJ Roucan Conseil, activités des sociétés holding (204 k€) ;
- Chibani, construction de maisons individuelles (193 k€).

### Agriculture
La commune est dans le « Narbonnais », une petite région agricole occupant le nord-est du département de l'Aude, également dénommée localement « plaine viticole du Bas-Languedoc ». En 2020, l'orientation technico-économique de l'agriculture  sur la commune est la viticulture.
|               | 1988 | 2000 | 2010 | 2020 |
| ------------- | ---- | ---- | ---- | ---- |
| Exploitations | 105  | 70   | 56   | 39   |
| SAU (ha)      | 942  | 880  | 814  | 604  |

Le nombre d'exploitations agricoles en activité et ayant leur siège dans la commune est passé de 105 lors du recensement agricole de 1988  à 70 en 2000 puis à 56 en 2010 et enfin à 39 en 2020, soit une baisse de 63 % en 32 ans. Le même mouvement est observé à l'échelle du département qui a perdu pendant cette période 60 % de ses exploitations,. La surface agricole utilisée sur la commune a également diminué, passant de 942 ha en 1988 à 604 ha en 2020. Parallèlement la surface agricole utilisée moyenne par exploitation a augmenté, passant de 9 à 15 ha.

## Culture locale et patrimoine

### Lieux et monuments
- Chapelle Saint-Laurent,  Inscrit MH (1966)[43].

- Église Notre-Dame de Moussan.

Le monument actuel a été construit vers de début du XIIIe siècle pour le service d'un hôpital pour pestiférés. Seules les parties basses de l'époque subsistent.
En 1863, l'église subit d'importants travaux de restructuration qui lui donnent l'aspect actuel.
- Château de Védilhan.

Château édifié en 1893 sur l’initiative de Gabriel Fayet et de son fils Gustave, en lieu et place d'une maison languedocienne datant du XVIIIe siècle et ayant appartenu aux seigneurs de Tarrabust. L'actuel château est le fruit de l'opulence viticole de la fin du XIXe siècle dans tout le Bas-Languedoc. Il se caractérise par une architecture néo-Renaissance.

### Personnalités liées à la commune
Jerry Collins, joueur de rugby néo-zélandais, troisième ligne all-Blacks et sa famille ont habité sur la commune jusqu'à sa mort et celle de sa femme le 5 juin 2015 dans un accident de voiture sur l'autoroute A9.

### Héraldique
| Moussan | Son blasonnement est : D'argent au pal fuselé d'argent et de sable. |